# ابوالفضل فاتح
ابوالفضل فاتح روزنامه‌نگار، فعال سیاسی، کارشناس ارتباطات و پزشک است. او اهل شاهرود در استان سمنان است.

## تحصیلات
فاتح فارغ‌التحصیل رشته پزشکی از دانشگاه علوم پزشکی تهران (۱۳۷۶) و فارغ‌التحصیل دکترای ارتباطات از دانشگاه آکسفورد (۱۳۹۰) است.

## فعالیت‌های سیاسی - رسانه‌ای
فاتح از سال ۱۳۷۰ تا ۱۳۷۵ دبیر انجمن اسلامی دانشجویان دانشگاه تهران بود و نقشی برجسته در این انجمن داشت. او در سال ۱۳۷۸ خبرگزاری ایسنا را تأسیس کرد و تا سال ۱۳۸۴ مدیرعامل آن بود. او مسئول کمیته رسانه و تبلیغات ستاد انتخاباتی میرحسین موسوی در انتخابات ریاست‌جمهوری ۱۳۸۸ بود و پس از انتخابات ممنوع‌الخروج شد اما نهایتاً این ممنوعیت لغو گردید.
فاتح فعالیت‌های جدید رسانه ای خود را در ارتباط با حوزه نجف و آیت الله سید علی سیستانی ادامه داد. او یاداشت‌هایی تحقیقی با عنوان «مکتب نجف»، «مکتب سیستانی»، «مکتب گفت و گو»در تببین نگاه مذهبی، اجتماعی و سیاسی حوزه نجف منتشر کرد. گفته می‌شود تأسیس «خبرگزاری شفقنا» از دیگر اقدامات رسانه ای او است. 
او در ایسنا، نوع و سبک جدیدی از خبرگزاری در ایران با شعار «هر دانشجو، یک خبرنگار» و «هر ایده یک خبر» و در ستاد میرحسین موسوی سبک و رویکرد جدیدی از تبلیغات انتخاباتی با شعار «هر شهروند یک ستاد» را بنیان گذاشت. این سبک مبتنی بر روش‌های غیر متمرکز و قابل تکرار بود که مشارکت گستردهٔ عموم مردم در فرایند اطلاع‌رسانی و تبلیغات را پایه و اساس قرار داده و از روش‌های سنتی و متمرکز پرهیز داشت. این روش با تأکید بر بهره‌گیری حداکثری از اینترنت و تکنولوژی ارتباطات نظیر وبلاگ، سایت، ایمیل، پیامک، بلوتوث و CD را مد نظر قرار داده و در عین حال روزنامهٔ تک برگی، به‌کارگیری برگه‌ها و پوسترهای تبلیغاتی سیاه و سفید و تأکید بر قطع A۴ و A۵ و A۳ که توسط عموم قابل تکرار بود و همچنین تأکید بر تولید پیام‌های کوتاه و مؤثر که مردم خود به تکرار آن مشتاق باشند و نیاز به پمپاژ آن از یک مرکز نباشد را در شمار شیوه‌های دیگر تبلیغاتی ستاد قرار داد.
ابوالفضل فاتح در کمیته رسانه و تبلیغات ستاد انتخاباتی میرحسین موسوی همچنین رنگ سبز را به عنوان نماد تبلیغاتی این ستاد اعلام کرد که با این اقدام برای نخستین بار «رنگ» به تبلیغات انتخاباتی در ایران وارد شد. این اقدام بحث‌های فراوانی را بین موافقان و مخالفان موسوی دامن زد. فاتح، انتخاب «رنگ سبز» را بومی و مذهبی و ناشی از پیشنهادهای مردم می‌دانست، اما مخالفان آن را غربی و مخملی معرفی کردند.

##### امپراتوری دروغ
«امپراتوری دروغ» در اعتراض به آنچه «شبکه‌ای از دروغ سازمان یافته» علیه میر حسین موسوی می‌نامید و پس از آنکه به شکلی گسترده شایعاتی از عدم حضور میر حسین موسوی در مناظره با محمود احمدی‌نژاد منتشر شده بود، در گفتگویی که سایت «قلم» منتشر کرد با رد این شایعات و اعلام این که «از دیدگاه بسیاری تاریخ انتخابات کشور هیچگاه رسماً این همه دروغ به خود ندیده است»، این رفتار رسانه‌ای را محصول «امپراتوری دروغ» نامید.
«برگی از خاطرات روزانه»، روزنگار فاتح از وقایع و رخدادهای انتخابات دهم ریاست جمهوری ایران بود که خوانندگان فراوانی یافت.
او در آخرین برگ خاطرات خود نکات مهمی از ۲۴ ساعت آخر انتخابات را آورده است: «صبح که به مسجد جامع ارشاد رفتم، جمع بسیار زیادی از خبرنگاران در این مسجد اجتماع کرده بودند. آقای مهندس موسوی به اتفاق خانم رهنورد رأی خود را به صندوق انداختند و برای صحبت کوتاهی، پشت تریبون مسجد قرار گرفت. داشت می‌گفت که ما امشب بیداریم که میکروفن قطع شد…»
او در بخش دیگری از این خاطره، از نامه میر حسین موسوی به سید علی خامنه ای و گفت و گو با وحید حقانی در شامگاه انتخابات ۱۳۸۸ خبر می‌دهد: «حدود ۱۱ شب مهندس موسوی نامه‌ای سری به مقام معظم رهبری نوشت، این نامه را به صورت دستی به بیت مقام معظم رهبری بردم و آن را تحویل آقای وحید دادم. چند دقیقه‌ای هم با هم صحبت کردیم از فحوای صحبت‌های ایشان دریافتم که باید انتخابات را تمام شده تلقی کنم. او می‌گفت برای چگونگی اعلام شمارش آرا به وزارت کشور تذکر داده است، اما ترکیب نهایی آرا را یک مرحله‌ای به نفع آقای احمدی‌نژاد می‌دانست. به ایشان گفتم تمام گزارش‌ها، مشاهدات عینی و ارزیابی‌های منطقی و علمی ما کاملاً عکس آن چیزی است که دارد اعلام می‌شود».

##### تاکسیدرمی سیاسی
«تاکسیدرمی سیاسی» اصطلاحی است که فاتح برای نقد وضعیت سیاسی انتخابات ۱۴۰۰ و ۱۴۰۲ به کار برده است. مفهوم «تاکسیدرمی سیاسی» که او در دو یادداشت به کار می‌برد، استعاره‌ای جدید و تأمل‌برانگیز است که به حفظ ظاهری از فرایندها و ساختارهای سیاسی اشاره دارد، در حالی که ماهیت واقعی و تأثیرگذاری آن‌ها در حد معنی داری تهی و غیرفعال شده است. این استعاره نشان می‌دهد که چگونه فرآیندهایی مانند انتخابات می‌توانند بیش از آنکه بر اساس اراده و انتخاب واقعی مردم باشد، به پوسته‌ای برای حفظ وضع موجود تبدیل شوند.

##### جامعه سه ضلعی
«جامعه سه ضلعی» عنوانی است که ابوالفضل فاتح برای توضیح رفتار سیاسی ایرانیان در انتخابات ریاست جمهوری ۱۴۰۳ برگزید و نوشت: با هر نتیجه‌ای در انتخابات، با جامعه‌ای سه ضلعی مواجه خواهیم بود (آنان که رای تأییدی می‌دهند، آنان که رای نمی‌دهند و آنان که رای اصلاحی - رای به پزشکیان - می‌دهند) و رای دادن و رای ندادن مردم، قرار گرفتن در آرایش این اضلاع سه‌گانه است.
او دربارهٔ جامعه سه ضلعی توضیح داده است که ویژگی جامعه سه ضلعی آن است که تا حدی از فضای قطبی عبور خواهد کرد چرا بُعد بیشتری می‌یابد. از دیدگاه فاتح، در چنین جوامعی برای حل مسائل، راه‌حل‌های بینابینی بیشتری وجود خواهد داشت. او با تأکید بر ضرورت تکثر متناسب در اضلاع قدرت سیاسی و اجتماعی ایران، می‌گوید بیش فربه شدن یک ضلع که اینک در بسیاری از نهادها حاکم است، با ویژگی انحصارگرایی و سیطره بر منابع قدرت سیاسی و اقتصادی، مصالح بلندمدت کشور را تأمین نخواهد کرد. از دیدگاه او علاوه، «ضلع سوم یا ضلع میانی [ضلعی که با انگیزه اصلاحی به پزشکیان رای داد]، اینک میلیون‌ها رای دارد و تا حدی می‌تواند ضلع میانجی و متعادل‌کننده باشد، به شرط آنکه در قدرت حل نشود، مسوولیت‌های خود را بشناسد و اصالت‌های خود را حفظ کند. روشن است که تمرکز قدرت و سیاست در یک ضلع تا چه اندازه جامعه را قطبی و از تعادل خارج می‌سازد».